# Buddha Doboz
A Buddha Doboz (Buddha Box) a South Park című rajzfilmsorozat 295. része (a 22. évad 8. epizódja). Elsőként 2018. november 28-án sugározták az Amerika Egyesült Államokban a Comedy Centralon, míg hazánkban ugyancsak a Comedy Central mutatta be 2018. december 18-án.
Az epizód témája a címben is szereplő Buddha Doboz, ami igazából egy kartondoboz, amit egyes szereplők a fejükre húznak, hogy így küzdjenek meg a stresszel és a szorongással.

## Cselekmény
Cartman egy terápián vesz részt, és elmondja neki, hogy nehezére esett mindaz, ami mostanában történt: az iskolai lövöldözések, az elektromos rollerek, majd a Medvedisznóember felbukkanása, nem is beszélve a Fekete Párduc című filmről. Ráadásul elege van az emberekből és abból, hogy az egyetlen dologtól, ami igazán fontos számára, a mobiltelefonjától, mindig el akarják szakítani. Terapeutája szerint szorongástól szenved, amire ezután ő is elkezd hivatkozni, ha emberekkel kerül kapcsolatba. Kapóra jön számára az úgynevezett Buddha Doboz, amit csak a fejére kell tennie, a mobiltelefonjához kapcsolódó kijelző mindössze 5 centire van az arcától, és a külvilág összes zaját kizárja. Ugyan a doboz viselése mások számára kellemetlenséget okoz, városszerte mégis egyre népszerűbb lesz. Kyle-t ez elkezdi idegesíteni, és nyíltan megmondja Cartmannek, hogy minden ember szorong, de meg lehet küzdeni ezzel. Cartman ennek hatására téves következtetést von le és rohan a polgármesterhez - azt mondja neki, hogy a szorongás járványos, úgy kell rá tekinteni, és ezért pénzt kell áldoznia a városnak is azokra az eszközökre, amelyek segítenek ezt elviselni. Mikor a polgármester visszakérdez, hogy honnan szerezzenek erre pénzt, Cartman csak annyit válaszol: "namaszté", amit ő tévesen úgy fordít, hogy "baszd meg, szorongásos vagyok".
Ezalatt PC igazgató is eléggé szorong, mert segítenie kell Erős Nőnek a politikailag túlzottan korrekt PC babák nevelésében. Félve attól, hogy ki fog derülni, hogy PC igazgató az apjuk, és ez mindkettejük életére kihathat majd, elhatározzák, hogy bölcsődébe adják a gyerekeket. PC igazgató annyira szorong, hogy ő is beszerez egy Buddha Dobozt, és vesz egyet Erős Nőnek is. Amint a szüleik felveszik a dobozokat, a gyerekek kiszöknek a lakásból, és városszerte bukkannak fel, politikailag inkorrekt dolgokon sírva. Miközben elkezdik keresni őket, elmennek a rendőrségre is, ahol azt mondják, hogy ha PC babákat keresnek, menjenek el a legközelebbi bölcsészkarra vagy a mexikói határra - de ők maguk is megnehezítik a keresést, mert nem hajlandók elismerni, hogy PC igazgató az apjuk. A PC babák ezalatt egy lemezkiadóba mennek, ahol felvesznek velük egy lemezt. Első dalukat, amelyben arról énekelnek, miért visszás, ha rasztát hord egy fehér ember (címe: "Oá"), a rádióban is elkezdik játszani, amit a szüleik is meghallanak és rohannak a stúdióba. Mikor odaérnek, megtudják, hogy a gyerekek mindössze egy nap alatt tüntettek egy bár ellen, leállítottak egy építkezést, és írtak egy slágert a kulturális kisajátításról. PC igazgató és Erős Nő rájönnek, hogy erről mind lemaradtak, mert mobiloztak, ezért meghirdetnek egy kampányt, hogy az emberek is cselekedjenek így. Bejelentik az iskolában, hogy mivel a mobiltelefon valójában növeli a stresszt, azt és a Buddha Dobozt is betiltják az iskolában és javasolják az otthoni korlátozását is. Bejelentésükre senki nem figyel arra, mert mindenkinek Buddha Doboz van a fején - PC igazgató és Erős Nő ezt kihasználják, és együtt töltenek egy egész napot, mint szerelmespár és nagy család.

## Forráshivatkozások
1. ↑  Schedeen, Jesse: South Park Season 22, Episode 8: "Buddha Box" Review (angol nyelven). IGN, 2018. november 29. (Hozzáférés: 2024. június 17.)